# Lophophorus
A Lophophorus, magyarul fényfácán a madarak osztályának tyúkalakúak (Galliformes) rendjébe a fácánfélék (Phasianidae) családjába tartozó nem.

## Rendszerezésük
A nemet Coenraad Jacob Temminck holland arisztokrata és zoológus írta le 1813-ban, az alábbi 3 faj tartozik ide:
- kékfarkú fényfácán (Lophophorus lhuysii)
- himalájai fényfácán (Lophophorus impejanus)
- fehérfarkú fényfácán (Lophophorus sclateri)